# Mourèze
Mourèze település Franciaországban, Hérault megyében. Lakosainak száma 190 fő (2022. január 1.). Mourèze Cabrières, Clermont-l’Hérault, Liausson, Octon, Salasc, Valmascle és Villeneuvette községekkel határos.

## Népesség
A település népességének változása:
| Lakosok száma | 81   | 76   | 100  | 163  | 185  | 187  | 197  | 205  | 215  | 190  |
|               | 1968 | 1982 | 1990 | 2006 | 2013 | 2015 | 2017 | 2019 | 2020 | 2022 |